# Melochia savannarum
Melochia savannarum är en malvaväxtart som beskrevs av Nathaniel Lord Britton. Melochia savannarum ingår i släktet Melochia och familjen malvaväxter. Inga underarter finns listade i Catalogue of Life.